# بالزوم
بالزوم (به فرانسوی: Ballaison) یک کمون (فرانسه) در فرانسه است که در Canton of Douvaine واقع شده‌است. بالزوم ۱۳٫۳۰ کیلومتر مربع مساحت دارد.